# بريسيلا دين
بريسيلا دين (بالإنجليزية: Priscilla Dean)‏ هي ممثلة أمريكية، ولدت في 25 نوفمبر 1896 بنيويورك في الولايات المتحدة، وتوفيت في 27 ديسمبر 1987 في الولايات المتحدة.

## وصلات خارجية
- بريسيلا دين على موقع IMDb (الإنجليزية)
- بريسيلا دين على موقع الموسوعة البريطانية (الإنجليزية)
- بريسيلا دين على موقع أول موفي (الإنجليزية)
- بريسيلا دين على موقع قاعدة بيانات الفيلم (الإنجليزية)